# 루자쭈이역
뤼자주이역(중국어: 陆家嘴站)은 중화인민공화국 상하이 푸둥 신구의 스지따다오(世纪大道)와 인청중루(银城中路)에 있는 역이다. 지하철 2호선 열차가 정차하는 이 역은 뤼자주이 금융 무역 중심구의 핵심 위치에 자리잡고 있다. 동방명주탑과 정다광창(正大广场), 진마오빌딩(金茂大厦), 상하이국제컨벤션센터 등 상하이가 자랑하는 마천루와 관광지가 있다.

## 지하철역
- 상하이 지하철 2호선

## 역구조
1면 2선의 지하 역사이다.

## 버스 환승
81, 82, 85, 314, 583, 774, 795, 797, 798, 799, 870, 961, 971, 985, 992, 996, 뤼자주이관광환선(陆家嘴旅游环线)

## 출구
- 1번출구 : 스지따다오(世纪大道) 동북쪽，뤼자주이환루(陆家嘴环路) 남쪽
- 2번출구 : 1번출구 남쪽
- 3번출구 : 2번출구 남쪽
- 4번출구: 스지따다오(世纪大道) 동북쪽，인청중루(银城中路) 서북쪽
- 5번출구: 스지따다오(世纪大道) 서남쪽，인청중루(银城中路) 서북쪽

## 역사
- 1999년 9월 20일 2호선 개통